# Служба государственной охраны Республики Казахстан
Служба государственной охраны Республики Казахстан (каз. Қазақстан Республикасы Мемлекеттік күзет қызметі), сокращённо СГО РК — непосредственно подчинённый и подотчётный Президенту Республики Казахстан специальный государственный орган, относящийся к силам обеспечения национальной безопасности Республики Казахстан, осуществляющий в пределах установленной законодательством компетенции охранные мероприятия по обеспечению безопасности президента Республики Казахстан, других охраняемых лиц, объектов.

## Задачи
Служба Государственной охраны Республики Казахстан обеспечивает безопасность лиц и объектов государственной значимости. Основными задачами СГО РК являются:
- обеспечение безопасности и охраны Президента РК, а также членов его семьи;
- обеспечение безопасности должностных лиц, список которых утверждает Президент РК;
- защита собственности, обеспечение безопасности и общественного порядка на охраняемых объектах и местах пребывания охраняемых лиц;
- выявление с последующей нейтрализацией угроз представляющих объектам и охраняемым лицам;
- противодействие терроризму;
- охрана государственных символов Республики Казахстан.

## Структура
В 2014 году в Казахстане состоялись ряд преобразований структур в государственном аппарате, среди которых путём слияния были реорганизованы Служба охраны Президента РК (СОП РК) и Республиканская Гвардия РК. Специальный госорган теперь носит название Служба государственной охраны Республики Казахстан (СГО РК). Структура и штатная численность СГО РК утверждаются Президентом Республики Казахстан по представлению Начальника Службы государственной охраны.
Основной структурной единицей СГО РК является Служба охраны президента Республики Казахстан (СОП). Специальное подразделение СОП СГО РК «Калкан» (каз. Қалқан) предназначено для охраны президента Республики Казахстан и других высокопоставленных лиц при нестандартных и особых условиях их охраны.
В состав Службы государственной охраны Республики Казахстан входят также Силы особого назначения (прежнее название — Служба обороны объектов), созданные в текущем виде на основе Республиканской гвардии. Туда входят:
- Президентский полк «Айбын» (Астана)
- Президентский полк «Батыр» (Алма-Ата)
- Президентский оркестр[англ.] (Астана)
- Госпиталь (Астана)

Силы особого назначения СГО РК являются воинским формированием, в которое входит также группа специального назначения «Кокжал» (каз. Көкжал).

## Охраняемые лица
Охраняемыми лицами являются:
1. Президент Республики Казахстан;
2. Председатель Сената Парламента Республики Казахстан;
3. Председатель Мажилиса Парламента Республики Казахстан;
4. Премьер-Министр Республики Казахстан;
5. супруга (супруг) Президента Республики и другие совместно проживающие с Президентом члены семьи;
6. экс-президент Республики Казахстан;
7. должностные лица Республики Казахстан, перечень которых утверждается Президентом Республики Казахстан;
8. главы иностранных государств, парламентов и правительств в период их пребывания на территории Республики Казахстан, безопасность которых обеспечивается в соответствии с международными договорами Республики Казахстан;
9. руководители международных организаций и иные лица иностранных государств в период их пребывания на территории Республики Казахстан, безопасность которых обеспечивается на основании распоряжений Президента Республики Казахстан или по его поручению — Руководителя Администрации Президента Республики Казахстан.

## Руководители
- Куренбеков, Амантай Жанкеевич (3 июля 2014 — май 2018)
- Ашимбекулы, Ардак (14 ноября 2018 — 13 июня 2019)
- Садыкулов, Ануар Тулеуханович (13 июня 2019 — ?)
- Касымов, Калмуханбет Нурмуханбетович (16 января 2020 — 30 июля 2021)
- Сагимбаев, Ермек Алдабергенович (25 августа 2021 — 5 января 2022)
- Исабеков, Сакен Саинович (с 6 января 2022 года[3])